# Кромлекс
Кромлек (енг. cromlech) је мегалитска градња која је створена од усправних каменa који су поређани  праволинијски или криволинијски (у круговима), а одозго премошћени са водоравним каменом. Сусреће се у Француској и Енглеској. Понекад се у ширем смислу речи овим обележава и споменик Стоунхенџ.
Функција ових грађевина је била стварање светог места којем се пројављује композициони принцип и ритам који је био важан елеменат у архитектури у којим су менхири симболички представљали жива бића која изазивају представе погрбљених монаха. Култ се састојао из два основна обреда са покретом који је тежио одређеном циљу- процесија или покрета око култног споменика, стабла или гроба. Старе кромлеке треба схватати као окамењене приказе култних игара у колу.